# بایتوغان (استان قراغندی)
بایتوغان (انگلیسی: Baitugan) یک شهرک در استان قراغندی کشور قزاقستان است.